# أندرو آي. بورتر
أندرو آي. بورتر (بالإنجليزية: Andrew I. Porter)‏ (24 مارس 1946، نيويورك في الولايات المتحدة)؛ صحفي وروائي أمريكي.